# Астала, Лаури
Ла́ури А́стала (фин. Lauri Astala; 1958, Валкеакоски, Финляндия) — современный финский художник, скульптор, мастер видео-инсталляций; награждён высшей наградой Финляндии для деятелей искусств — медалью «Pro Finlandia» (2012).

## Биография
Родился в 1958 году в Валкеакоски, в Финляндии.
С 1979 по 1984 году обучался в Хельсинкском политехническом институте на факультете электротехники и коммуникаций.
С 1984 по 1990 году на факультете индустриального искусства Финской Академии художеств в Хельсинки.
С 1999 по 2001 году обучался в Институте искусств в Чикаго.
В декабре 2012 года награждён высшей наградой Финляндии для деятелей искусств — медалью «Pro Finlandia».

## Персональные выставки
- 2010 — Helsinki City Art Museum, Хельсинки, Финляндия
- 2008 — KUMU Художественный музей Эстонии, Таллинн, Эстония[2]
- 2008 — Gallery Heino, Хельсинки, Финляндия
- 2008 — Institut finlandais, Париж, Франция
- 2005 — Forum Box Gallery, Хельсинки, Финляндия
- 1999 — Tallinn Art Hall, Таллинн, Эстония
- 1999 — Centrum Rzezbypolskiej, Оронско, Польша
- 1998 — Uppsala Konstmuseum, Уппсала, Швеция
- 1997 — Bildmuseet, Умео, Швеция
- 1997 — Helsinki Art Hall project room, Хельсинки, Финляндия
- 1996 — Художественный музей Синебрюхова, Хельсинки, Финляндия
- 1996 — Häme Museum, Тампере, Финляндия
- 1996 — Художественный музей, Турку, Финляндия
- 1995 — Galleri Enkehuset, Стокгольм, Швеция
- 1993 — Gallery Pieni Agora, Хельсинки, Финляндия
- 1991 — Hvitträsk −91, Финляндия
- 1990 — Kluuvi Gallery, Хельсинки, Финляндия